# Lumbricillus dubius
Lumbricillus dubius är en ringmaskart som först beskrevs av Stephenson 1911.  Lumbricillus dubius ingår i släktet Lumbricillus och familjen småringmaskar. Arten har ej påträffats i Sverige. Inga underarter finns listade i Catalogue of Life.